# Diarrhena fauriei
Diarrhena fauriei är en gräsart som först beskrevs av Eduard Hackel, och fick sitt nu gällande namn av Jisaburo Ohwi. Diarrhena fauriei ingår i släktet Diarrhena och familjen gräs. Inga underarter finns listade i Catalogue of Life.